# 小川洋利
小川 洋利（おがわ ひろとし、Hirotoshi Ogawa、1973年11月7日 - ）は、日本の寿司職人。

## 人物・経歴
一般社団法人すし道　代表理事
一般社団法人国際すし知識認証協会 理事
草野仁事務所所属
日本食普及の親善大使(農林水産省任命)
すしスクール成田　代表
全国すし商生活衛生同業組合連合会 すし知識認証制度 認定講師
千葉県すし商生活衛生同業組合 常任理事・技術委員長
国事業(農林水産省、外務省)をはじめ、各国の政府、企業からの依頼も多い。
世界の寿司職人育成と地位向上、日本の食文化を広めるため、世界5大陸40か国以上の国に指導に訪れる。
またその指導力は抜群で世界中に数々の寿司シェフミシュランスターを誕生させている。
国内外問わず新聞、雑誌に取り上げられテレビ出演依頼も多い。（TBS）ぶっこみジャパニーズ に多々出演。寿司サムライとして注目を浴びる。
- 1973年 千葉県に生まれる
- 1992年 船橋市立船橋高等学校卒業
- 1994年 大阪あべの辻調理師専門学校卒業後東京老舗すし店に住込みで修行
- 1998年 渡豪、全日空ホテルシドニー(当時)に入社　伝統と現代の寿司を組み合わせた独自の寿司で評判を呼ぶ。ハリウッドスターをはじめ署名人に寿司を提供する。
- 2003年 オーストラリアより帰国、東京にて独立「小川寿司」を開店
- 2005年株式会社OZを設立
- 2012年 店を売却。寿司職人育成に向け世界に目を向ける
- 2013年 すし調理研究家として活動　小川 洋利[監修] 寿司 ・刺身 上達法 DVD発売
- 2014年 一般社団法人国際すし協会　理事に就任
- 2016年インドにて人気外国人シェフトップ3に選出
- 2017年 農林水産省より日本食普及の親善大使に任命
- 2018年著書『寿司サムライが行く！ トップ寿司職人が世界を回り歩いて見てきた』が発売（キースステージ21）
- 2021年 第40回ベスト・ファーザー イエローリボン賞学術・文化部門受賞
- 2021年 著書『知って楽しいキャラ図鑑 みんなの寿司ワールド』が発売実務教育出版

## 著書
- 『寿司サムライが行く！ トップ寿司職人が世界を回り歩いて見てきた』（キースステージ21／2018年4月発売）
- 『知って楽しいキャラ図鑑みんなの寿司ワールド』　（実務教育出版/2021年7月発売）

## テレビ番組出演
- 2012年
  - TV Show Special Edition - TRANSILVANIA L!VE, Romania　
  - ルーマニアTV Show Miss Summer Look
- 2013年
  - 「アイラブJAPAN」 テレビ朝日
- 2015年
  - ぶっこみジャパニーズ 第５弾（TBS）
  - ノルウェー国営放送TV2 　Her ser du en av verdens beste sushikokker!
  - ドイツTV Jurymitglied bei der GLOBAL SUSHI CHALLENGE 2015
- 2016年
  - ぶっこみジャパニーズ 第６弾（TBS）
  - ぶっこみジャパニーズ 第７弾（TBS）
  - ブラジル Rede TV - Chefs no Festival do Japão | Hirotoshi Ogawa
- 2017年
  - ノルウェー国営放送TV２[ドキュメンタリーSalmon Samurai ]
  - ぶっこみジャパニーズ第9弾（TBS)
- 2018年
  - ぶっこみジャパニーズ第11弾（TBS)
- 2019年
  - ポーランド　ŚWIATOWA CZOŁÓWKA MISTRZÓW SUSHI W PNŚ cz. 2
- 2020年
  - ザ!鉄腕!DASH!!DASH島（日本テレビ)
  - 日立 世界・ふしぎ発見!（TBS)
- 2021年
  - ごごナマ（NHK総合テレビジョン)
- 2021年
  - ZIP!解決！King & Prince（日本テレビ)
- 2022年
  - スゴいぞ！世界スピードスターGP （フジテレビ)